# Bahnhof Titisee
Der Bahnhof Titisee ist einer von zwei Bahnhöfen von Titisee-Neustadt, der andere ist Neustadt (Schwarzwald). Der Bahnhof befindet sich im Stadtteil Titisee auf 858 m über Normalhöhennull. Er verfügt über vier Bahnsteiggleise, die an einem Haus- und an einem Mittelbahnsteig liegen. Titisee liegt an der Höllentalbahn, die von Freiburg nach Donaueschingen führt, und an der Dreiseenbahn von Titisee nach Seebrugg. Der Bahnhof wurde 1887 mit der Inbetriebnahme der Höllentalbahn auf dem Abschnitt von Neustadt nach Freiburg eröffnet.
Am Bahnhof werden täglich etwa 70 Ankünfte und Abfahrten sowie etwa 3100 Reisende und Besucher gezählt.

## Lage
Der Bahnhof Titisee ist ein Trennungsbahnhof, in dem die Dreiseenbahn von der Höllentalbahn abzweigt. Er liegt nordöstlich des Zentrums von Titisee, einem Ortsteil der Gemeinde Titisee-Neustadt. Das Empfangsgebäude liegt südlich der Gleise und hat die Adresse Parkstraße 11. Die Gleisanlagen werden südlich von der Parkstraße und im Norden von der Neustädter Straße begrenzt. Nördlich und südlich des Bahnhofs befinden sich Wohnhäuser, im Norden grenzt ein Waldgebiet an. Im Westen überquert die Straße Am Badeparadies und im Osten die Seestraße die Bahnanlagen. Westlich und nördlich des Empfangsgebäudes befinden sich Park-and-Ride-Parkplätze.

## Geschichte

Bahnhof und Bären (Postkarte vor 1914)

Der Bahnhof wurde am 23. Mai 1887 mit der Inbetriebnahme der Höllentalbahn auf dem Abschnitt von Freiburg nach Neustadt eröffnet. Der Bahnhof Titisee wurde nach der Eröffnung nicht an der heutigen Stelle erbaut, zu dieser Zeit befand sich der Bahnhof auf der linken Seite der Gleise direkt gegenüber dem Hotel Bären. Der Bahnhof erhielt umfangreiche Anlagen für den Güterverkehr mit Ladestraßen und Laderampen, auch für den Personenverkehr waren mehrere Bahnsteiggleise vorhanden. 1901 wurde die Höllentalbahn von Neustadt weiter über Löffingen nach Donaueschingen verlängert. 1913 wurde zum Bau der Dreiseenbahn nach Seebrugg, die in Titisee von der Höllentalbahn abzweigen sollte, ein Geländeerwerbsausschuss gegründet. Daraufhin konnten die benötigten Grundstücke für die Bahnstrecke erworben werden. Zum Bau der Strecke war jedoch auch die Verlegung des Bahnhofs Titisee an die heutige Stelle notwendig, weshalb der Bahnhof in den Jahren 1913 und 1914 umgebaut wurde. 1915 wurde das Empfangsgebäude an der heutigen Position eröffnet. Noch 1914 begannen die ersten Vermessungsarbeiten für die Dreiseenbahn, im Ersten Weltkrieg mussten die Arbeiten allerdings vorübergehend eingestellt werden. Erst 1920 konnte die neu gegründete Deutsche Reichsbahn den Bau der Dreiseenbahn in Angriff nehmen, da zuvor die Inflation und die wirtschaftliche Krise nach dem Krieg den Bau verhindert hatte. Am 2. Dezember 1926 konnte die Strecke schließlich eröffnet werden, der Bahnhof Titisee wurde somit zum Trennungsbahnhof.
Der Bahnhof Titisee verfügt über vier Bahnsteiggleise, davon ist eines ein Stumpfgleis, welches am Hausbahnsteig liegt. Zwei Gleise befinden sich an einem Mittelbahnsteig, der über eine Unterführung mit dem Hausbahnsteig verbunden ist. Für den Güterverkehr waren umfangreiche Gleisanlagen vorhanden, an denen ein Güterschuppen, eine Laderampe und eine Ladestraße lagen. Im Jahr 1936 wurde auf der Höllentalbahn von Freiburg nach Neustadt der elektrische Betrieb aufgenommen, abweichend vom Standard mit 50 Hz 20 kV. In Titisee wurde dazu ein Unterwerk gebaut. Auch die Dreiseenbahn wurde 1936 mit der Höllentalbahn elektrifiziert. 1960 wurde der Bahnstrom in der Oberleitung auf das in Deutschland übliche System umgestellt. Das Unterwerk in Titisee wurde dabei überflüssig und zurückgebaut. Bis in die 1990er Jahre wurde der Bahnhof Titisee teilweise zurückgebaut. Die inzwischen nicht mehr genutzten Anlagen für den Güterverkehr wurden abgebaut. Heute befindet sich auf dieser Fläche ein Park-and-Ride-Parkplatz. Alle übrigen Abstellgleise wurden ebenfalls entfernt, es blieben nur die Gleise für den Personenverkehr vorhanden. Seit 1984 wurde der gesamte Zugbetrieb auf der Dreiseenbahn von Titisee aus ferngesteuert, auf der Strecke wurde der Zugleitbetrieb eingerichtet. 1991 wurden die beiden Mechanische Stellwerke an den beiden Bahnhofsausfahrten in Richtung Neustadt und Freiburg außer Betrieb genommen, gleichzeitig wurden die Formsignale durch Lichtsignale ersetzt. Zur Steuerung wurde ein Spurplanstellwerk in Betrieb genommen, welches neben der Dreiseenbahn auch die Bahnhöfe Hinterzarten und Neustadt im Schwarzwald steuert. 2018 wurde das Stellwerk durch ein elektronisches Stellwerk ersetzt, dass aus Freiburg-Wiehre aus ferngesteuert wird. Auch der Bahnhof wurde für die Aufnahme des Betriebes der Breisgau-S-Bahn modernisiert, unter anderem wurden die Bahnsteige an Gleis 1 und 3 erhöht. Um 2000 wurde auf der Fläche der ehemaligen Anlagen für den Güterverkehr ein Park-and-Ride-Parkplatz eingerichtet.

## Aufbau

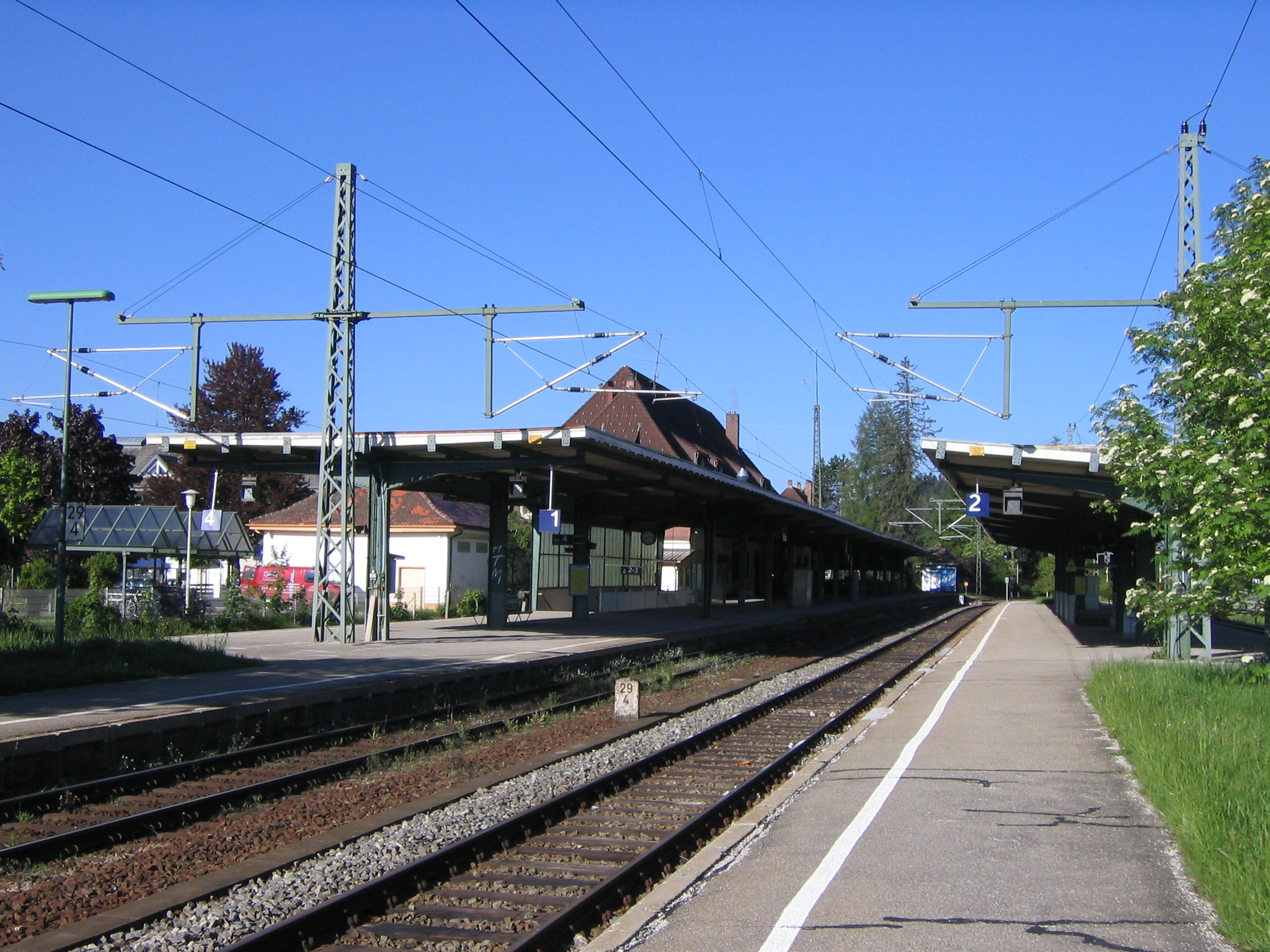
Bahnsteige des Bahnhofs Titisee

Das Empfangsgebäude wurde 1915 mit der Verlegung des Bahnhofs an die heutige Stelle in Betrieb genommen. Im Empfangsgebäude befand sich ein mechanisches Stellwerk, Diensträume, eine Warteraum für die dritte Klasse und einer für die erste und zweite Klasse. Das Empfangsgebäude ist bis heute vorhanden, im Erdgeschoss gibt es einen Warteraum. Der Bahnhof Titisee verfügt über vier Bahnsteiggleise, die an einem Haus- und einem Mittelbahnsteig liegen. Der Mittelbahnsteig ist mit dem Hausbahnsteig über eine Unterführung verbunden. Die Bahnsteige sind überdacht, der Bahnhof war nach Entfernung des höhengleichen Übergangs (der nicht mehr regelkonform war) allerdings nicht barrierefrei. 2018 wurden Aufzüge an Gleis 1 und an Gleis 2/3 nachgerüstet.
Die Züge der Höllentalbahn und der Dreiseenbahn nach Freiburg, Seebrugg, Neustadt verkehren auf Gleis 1 und Gleis 3. Die Gleise 2 und 4 werden von einzelnen Zügen bedient.
Nördlich neben Gleis 3 gibt es noch ein Stumpfgleis ohne Bahnsteig, Gleis 5. Dieses wird jedoch nur vereinzelt zum Abstellen von Fahrzeugen benutzt.
| Gleis | Nutzbare Länge | Bahnsteighöhe | Aktuelle Nutzung                                                                                      |
| ----- | -------------- | ------------- | --- |
| 1     | 276 m          | 38 cm         | Regionalbahnen nach Freiburg, Neustadt und Seebrugg                                                   |
| 2     | 235 m          | 38 cm         | Eine morgendliche Regionalbahn nach Seebrugg Gelegentliche Nutzung bei außerplanmäßigen Zugkreuzungen |
| 3     | 235 m          | 38 cm         | Eine abendliche Regionalbahn nach Neustadt Saisonale Dampfsonderzüge nach Seebrugg                    |
| 4     | 163 m          | 38 cm         | Ein morgendlicher Regionalexpress nach Rottweil Eine morgendliche Regionalbahn nach Seebrugg          |

| Gleis | Nutzbare Länge | Bahnsteighöhe |
| ----- | -------------- | ------------- |
| 1     | 210 m          | 55 cm         |
| 2     | 201 m          | 38 cm         |
| 3     | 210 m          | 55 cm         |
| 4     | 76 m           | 38 cm         |

## Verkehr

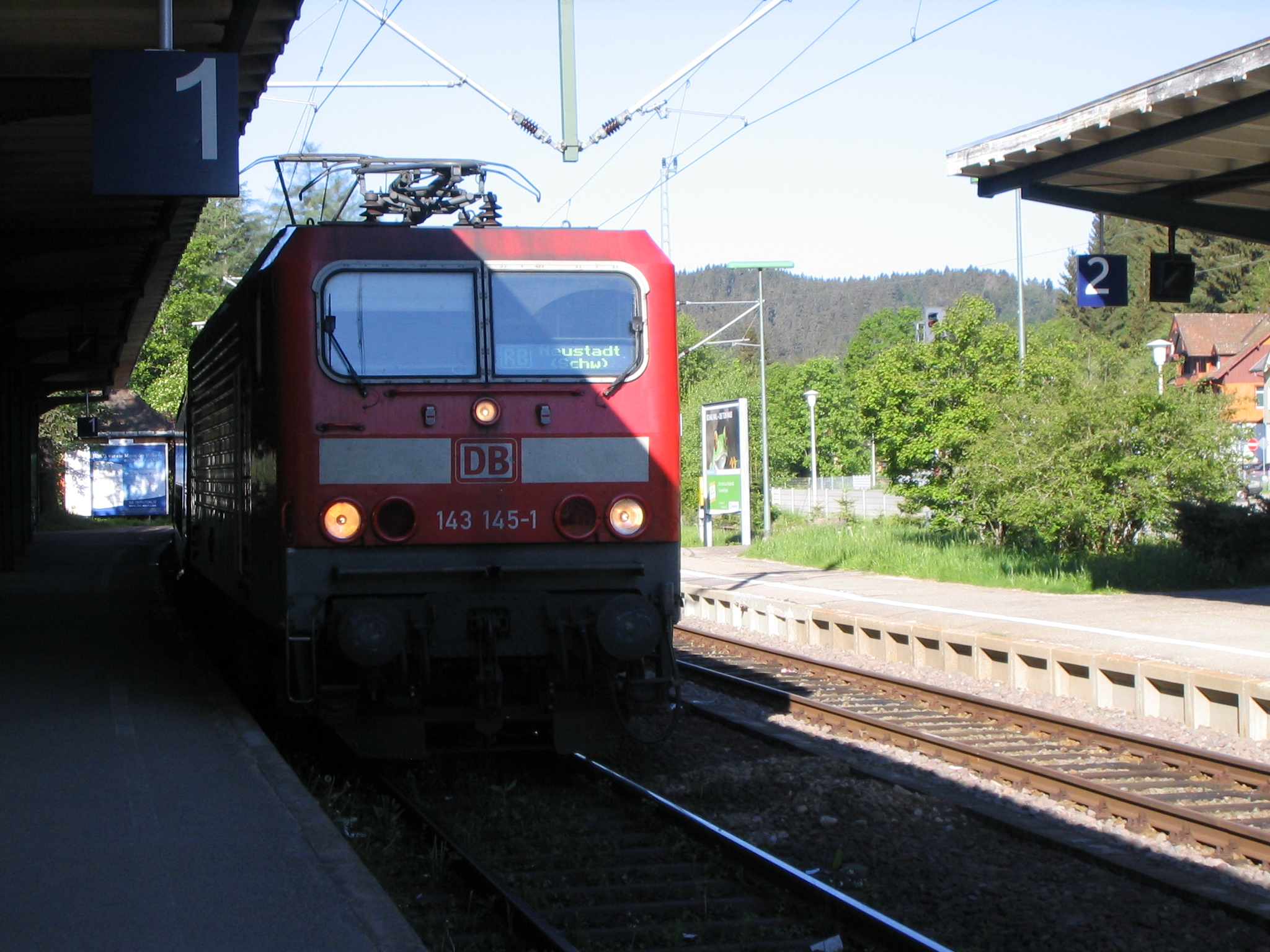
Regionalbahn der Höllentalbahn nach Neustadt fährt auf Gleis 1 ein.

### Ehemaliger Personenverkehr
Nach der Eröffnung der Höllentalbahn von Freiburg nach Neustadt wird Titisee von auf der Höllentalbahn verkehrenden Personenzügen bedient. Mit der Eröffnung der Verlängerung der Strecke von Neustadt nach Donaueschingen 1901 wurden durchgehende Eilzüge von Freiburg über Titisee nach Donaueschingen eingerichtet. Bereits einige Jahre später wurden einige Züge ab Donaueschingen über nach Ulm durchgebunden. Mit der Eröffnung der Dreiseenbahn nach Seebrugg in den 1920er Jahren, wurden weitere Züge von Freiburg über Titisee nach Seebrugg eingerichtet. Mit der Elektrifizierung der Höllentalbahn auf dem Abschnitt von Freiburg nach Neustadt und der Dreiseenbahn 1936 wurden einige Züge von Freiburg nach Donaueschingen in Neustadt gebrochen. Einige Züge wurden in Neustadt umgespannt. Nach dem Zweiten Weltkrieg verkehrten auch Fernverkehrszüge über die Höllentalbahn und Dreiseenbahn von Freiburg nach Seebrugg. In den 1980er Jahren gab es zwei Schnellzugpaare die aus dem Ruhrgebiet über Freiburg und Titisee nach Seebrugg verkehrten. Im Nahverkehr nach Freiburg, Seebrugg und Neustadt wurde der Bahnhof 1985 mindestens im Zweistundentakt bedient. Ende der 1980er Jahre wurde ein Schnellzug gestrichen, der andere verblieb als Fern-Express (FD). 1991 wurde das FD-Zugpaar durch den Interregio Höllental ersetzt, 2002 wurde der Zug ganz eingestellt. Seitdem wird Titisee nur noch im Nahverkehr bedient. Seit Anfang der 1990er Jahre bis zur Schließung der Elektrifizierungslücke zwischen Neustadt(Schwarzwald) und Donaueschingen im Dezember 2019 verkehrten zwischen Freiburg, Neustadt und Seebrugg jeweils im Stundentakt Regionalbahnen, sodass sich zwischen Freiburg und Titisee ein Halbstundentakt ergab. Direkte Züge von Freiburg nach Donaueschingen gab es bis 2019 nicht mehr, alle Züge wurden in Neustadt gebrochen. Eine Ausnahme bildete einige Jahre der Kleber-Express, der von München über Memmingen, Aulendorf, Tuttlingen, Donaueschingen und Titisee nach Freiburg verkehrte. Die Regionalbahnen wurden von DB Regio Südbaden mit Doppelstockwagen und Lokomotiven der Baureihe 146 gefahren. Am Wochenende wurde morgens ein Regionalexpress nach Rottweil, der werktags erst ab Neustadt fährt, bereits ab Titisee gefahren. Saisonal wird die Dreiseenbahn von Dampfsonderzügen der Interessengemeinschaft 3-Seenbahn e. V. befahren.
| Zuggattung | Strecke                                                                          | Taktfrequenz                         | Fahrzeuge                                                        |
| ---------- | -------------------------------------------------------------------------------- | ------------------------------------ | ---------------------------------------------------------------- |
| RB         | Freiburg (Breisgau) – Kirchzarten – Himmelreich – Titisee – Neustadt (Schwarzw)  | Stundentakt                          | 143 + Doppelstockwagen, an Wochenenden teilweise auch mit BR 146 |
| RB         | Freiburg (Breisgau) – Kirchzarten – Himmelreich – Titisee – Seebrugg             | Stundentakt                          | 143 + Doppelstockwagen                                           |
| RE         | Titisee – Neustadt – Löffingen – Donaueschingen – Villingen – Rottweil           | Ein morgendlicher Zug an Wochenenden | 611                                                              |
|            | Titisee – Feldberg-Bärental – Altglashütten-Falkau – Aha – Schluchsee – Seebrugg | Saisonale Züge                       | Verschiedene Dampfloks mit Donnerbüchsen und Eilzugwagen         |

### Heutiger Personenverkehr: Breisgau-S-Bahn
Der Bahnhof Titisee wird heute im Halbstundentakt (sonn- und feiertags im 20-Minuten-Takt) von den Zügen der Höllentalbahn bedient. Im Stundentakt verkehrt die S10 der Breisgau-S-Bahn von Freiburg über Titisee nach Neustadt, Donaueschingen und Villingen. Der Stundentakt wird werktags durch die Linie S1/S11 zu einem Halbstundentakt ergänzt, die von Freiburg kommend in Titisee geflügelt werden: Dabei verkehrt ein Zugteil (S1) nach Seebrugg, der andere (S11) nach Neustadt. Diese Züge werden über Freiburg hinaus nach Gottenheim, Breisach und Endingen am Kaiserstuhl verlängert. Sonn- und feiertags entfiel die Flügelung zugunsten eines 20-Minuten-Taktes der sich überlagernden S-Bahn-Linien S1 (Freiburg – Seebrugg), S11 (Freiburg – Neustadt) und S10 (Freiburg – Neustadt – Villingen), die jeweils stündlich verkehren, seit 2024 wird auch an Wochenenden und Feiertagen ein 30-Minuten-Takt gefahren.
| Zuggattung               | Strecke | Taktfrequenz         | Betreiber |
| ------------------------ | --- | -------------------- | --------- |
| S1                       | Breisach – Gottenheim – Freiburg (Breisgau) – Kirchzarten – Titisee – Seebrugg                                | 30-(60-)Minuten-Takt | DB Regio  |
| S10                      | Freiburg (Breisgau) – Kirchzarten – Titisee – Neustadt (Schwarzwald) – Löffingen – Donaueschingen – Villingen | 60-Minuten-Takt      | DB Regio  |
| S11                      | Endingen – Riegel – Gottenheim – Freiburg (Breisgau) – Kirchzarten – Titisee – Neustadt (Schwarzwald)         | 30-(60-)Minuten-Takt | DB Regio  |
| Stand: 15. Dezember 2024 | |                      |           |

### Güterverkehr
Für den Güterverkehr verfügte der Bahnhof Titisee über umfangreiche Gleisanlagen, an den Gleisen war ein Güterschuppen, eine Laderampe und die Ladestraße vorhanden. Bis in die 1990er Jahre ging der Güterverkehr jedoch stark zurück, sodass die Gleisanlagen schließlich abgebaut wurden. Heute befindet sich auf dieser Fläche ein Park-and-Ride-Parkplatz.

### Busse
Im Netz des Südenbadenbusses (SBG), einer Tochtergesellschaft der Deutschen Bahn, bildet der Bahnhof Titisee einen Knotenpunkt. Es bestehen Busverbindungen nach Neustadt, Lenzkirch, Seebrugg und Feldberg.